# Audi Q7
Audi Q7 este un SUV de lux de dimensiuni mari, realizat de producătorul german Audi, dezvăluit în septembrie 2005 la Salonul Auto de la Frankfurt. Producția acestui SUV cu 7 locuri a început în toamna anului 2005 la Fabrica Volkswagen din Bratislava, Bratislava Slovacia. A fost primul SUV oferit de Audi și a fost scos la vânzare în 2006. Mai târziu, al doilea SUV al lui Audi, modelul Q5, a fost prezentat ca un model din 2009. Audi a mai prezentat de atunci un al treilea model SUV, Q3, care a intrat în vânzare în al treilea trimestru al anului 2011. Q7 împarte o platformă Volkswagen Group MLB și șasiu cu Bentley Bentayga, Lamborghini Urus, Porsche Cayenne și Volkswagen Touareg.

## Legături externe
- Audi Q7 microsite
- Audi UK Q7 page